# Ochodaeus corniger
Ochodaeus corniger es una especie de coleóptero de la familia Ochodaeidae.

## Distribución geográfica
Habita en Provincia del Cabo (Sudáfrica).